# Mental Cruelty
Mental Cruelty est un groupe allemand de deathcore, originaire de Karlsruhe, dans le Bade-Wurtemberg.

## Histoire
Mental Cruelty est formé en 2015 à Karlsruhe et se compose, après plusieurs changements de membres, des deux guitaristes Nahuel Lozano et Marvin Kessler, du bassiste Viktor Dick et du batteur Danny Straßer.
Dès l'année de sa formation, le quintette de l'époque publie une démo à compte d'auteur sous le titre Sickening World. Un an plus tard, l'EP Pereat Mundus sort sur le petit label Ghastly Music. Après une signature chez Rising Nemesis Records, le premier album Purgatorium sort en 2018. En 2019, Mental Cruelty signe un contrat d'enregistrement avec le label américain de metal Unique Leader Records et sort la même année son deuxième LP, intitulé Inferis. Cet album est produit par Sky van Hoff. Le 28 mai 2021 sort A Hill to Die Upon, qui devient entre-temps le troisième album studio du groupe.
Le 2 mars 2022, la signature de Mental Cruelty avec Century Media Records est annoncée. Fin mars 2022, le groupe annonce mettre fin à sa collaboration avec le chanteur de l'époque, Schmerler, après que plusieurs accusations anonymes d'abus sexuels aient été publiées contre lui sur Instagram. Schmerler publie un droit de réponse par communiqué de presse, dans lequel il réfute toutes les accusations et rend public le fait que lui-même, ses amis et sa famille seraient menacés depuis les allégations anonymes.
Un nouveau chanteur, Lukas Nicolai, est présenté début 2023. En avril 2023, la sortie du nouvel album Zwielicht est annoncée pour le 23 juin 2023.

## Style musical
Selon Silas Dietrich de metal1.info, Mental Cruelty joue du slam death metal sur ses œuvres précédentes, tandis que sur son troisième album studio A Hill to Die Upon, sorti en 2021, le groupe va plus loin, plongeant dans des contrées proches du black metal et sonnant comme un « bâtard de qualité » entre Dimmu Borgir et Thy Art Is Murder, sans pour autant renier ses racines musicales. L'évolution musicale est décrite de manière similaire dans une critique du troisième album studio par le magazine de musique en ligne metal.de : « Sur leur premier album, le groupe jouait encore du deathcore classique avec l'utilisation de moyens stylistiques typiques du genre comme les breakdowns et la double basse. Sur le deuxième album, le répertoire musical s'élargit avec l'utilisation de sonorités orchestrales qui ont propulsé la musique dans des contrées encore plus sombres.

## Discographie
- 2015 : Sickening World (démo)
- 2016 : Pereat Mundus (EP, Ghastly Music)
- 2018 : Purgatorium (album, Rising Nemesis Records)
- 2019 : Inferis (album, Unique Leader Records)
- 2021 : A Hill to Die Upon (album, Unique Leader Records)
- 2023 : Zwielicht (album, Century Media Records)